# ميتا سانتياغو
ميتا سانتياغو (فارجينها، 1903 - 1995) كاتبة برازيلية وشاعرة ومحامية وناشطة في مجال حقوق المرأة وناشطة نسوية في دعم حقوق المرأة. كانت واحدة من أوائل النساء في البرازيل اللواتي مارسن حقوقهن السياسية بالكامل.

## السيرة الشخصية
مع سيلينا غيماريش فيانا كانت سانتياغو رائدة في عام 1927 في النضال من أجل حق المرأة في التصويت في البرازيل. في عام 1928 طعنت سانتياغو في دستورية الحظر المفروض على تصويت النساء في البرازيل، مشيرة إلى أنه يخالف المادة 70 من دستور جمهورية الولايات المتحدة الفيدرالية للبرازيل بتاريخ 24 فبراير 1891 والذي كان ساريًا في ذلك الوقت.